# Jättekyrka

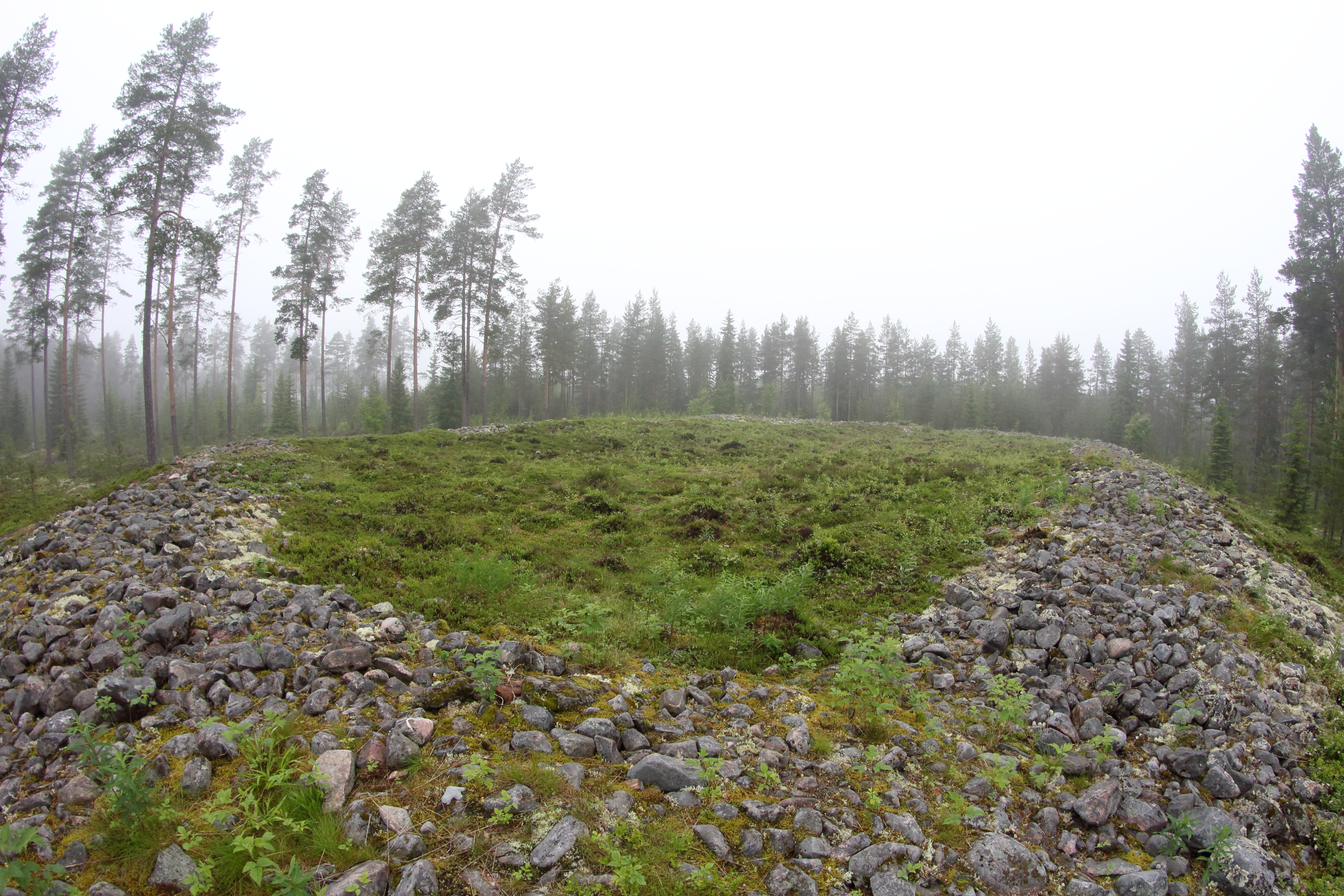
Kastellet i Pattijoki.

Jättekyrka är en typ av stenformationer som förekommer längs de dåtida kusten i Österbotten i Finland.
Jättekyrkorna består av slutna, ovala eller rektangulära vallar av varierande dimensioner; längden kan vara 10–60 meter och bredden omkring 4–35 meter. Stenvallen har ofta ett flertal ingångar och är ibland upp till sju meter bred och kan nå en höjd av inemot två meter. I närheten av vallarna finns oftast ett flertal stenrösen, av obekant funktion. Stenformationer av detta slag påträffas framför allt inom en smal kustremsa någon mil från havet i mellersta och norra Österbotten; sammanlagt känner man till ett trettiotal. De bäst kända är Kastellet i Pattijoki och Pikkuliekokangas i Pattijoki. 
Jättekyrkornas ursprung är inte definitivt fastställt, men expertisen omfattar teorin om att de är naturbildningar (från istiden), i vilka man röjt sig ett utrymme att vistas på samt att de använts av inlandets invånare, vilka säsongvis sökt sig till kusten för att bedriva säljakt och massfångst av sjöfågel. Vid utgrävningar i jättekyrkorna har man hittat fynd från stenåldern, ofta pöljäkeramik, som i huvudsak finns i inlandet.
Namnet kommer av att enligt folktron dessa jättekyrkor har byggts av jättar.